# Jaume Mateu (actor)
Jaume Mateu Lagrange (Ciudad de México, México, 12 de diciembre de 1985) es un actor mexicano que comenzó su carrera en el año 2005.

## Biografía

### Primeros años
Su padre es alemán y su madre polaca descendiente francesa, y tiene una hermana mayor de nombre Jordina, de nacionalidad francesa.
Desde niño Mateu comenzó haciendo comerciales, después en el 2005 hizo su audición para el CEA (Centro de Educación Artística de Televisa) y se quedó. Siempre le ha gustado estar en contacto con sus emociones y se dio cuenta de que le apasionaba la actuación. 
Sus estudios los realizó en la ciudad de Toronto, Canadá.

### Carrera
Mateu comenzó en la televisión 2009 en Mujeres asesinas. Además ha participado en Camaleones, La fuerza del destino, Morir en martes, Como dice el dicho y La mujer del Vendaval (2012 - 2013) en una participación antagónica como Mauro Urquiza, villano y novio de Chantal Andere. En 2014 participó en la serie de Telehit Cuenta pendiente como Roberto Villalva, y posteriormente entre ese mismo año y 2015 en La sombra del pasado como Patricio. 
En 2014 realizó una participación en La sombra del pasado donde interpretó a Patricio Morán, más conocido como Pato. Estaba perdidamente enamorado de Lola (Sachi Tamashiro) y era el mejor amigo de Renato (Horacio Pancheri) y Silvia (Sandra Kai).
En 2015, tuvo una participación estelar en Pasión y poder, donde interpretó a Miguel Montenegro, hijo de Arturo Montenegro (Jorge Salinas) e hijastro de Nina (Marlene Favela), hermanastro de Erick, Regina y Daniela y enamorado de su cuñada Consuelo (Altaír Jarabo).

### Otros proyectos
Mateu creó una fundación llamada 'Dona Arte' con dos amigos, con el fin de apoyar e impulsar a artistas mexicanos con capacidades diferentes a realizar sus sueños. También ayuda a la fundación 'Ojos que sienten', de fotógrafos invidentes, recaudando dinero para comprarles el equipo o material para que continúen con su carrera.

## Filmografía
- El maleficio (2023-2024) - Fernando Linares
- Fuego ardiente (2021) - Rodrigo Ferrer Lozano
- La bella y las bestias (2018) - Simón Nárvaez
- Pasión y poder (2015-2016) - Miguel Montenegro Forero
- La sombra del pasado (2014-2015) - Patricio Morán "Pato/Ganso"
- Cuenta pendiente (2014) - Roberto Villalva
- La mujer del Vendaval (2012-2013) - Mauro Urquiza
- Como dice el dicho (2012) "El que la hace la paga" - Jorge
- La fuerza del destino (2011) - David Mondragón
- Morir en martes (2010) - Aldo Marretti
- Camaleones (2010) - Céspedes
- Mujeres asesinas (2009)